# テレビクリエイションジャパン
株式会社テレビクリエイションジャパンは、テレビ番組の企画・制作を行う企業である。中国にも1995年に現地法人を設立している。

## 所属スタッフ
プロデューサー・ディレクター
- ながさわ新
- 工藤卓也
- 張　森
- 中山政博
- 城之内暁子

ディレクター
- 松尾雄輔

## 主な制作担当番組

### 現在
- 最終警告!たけしの本当は怖い家庭の医学（朝日放送）
- 評判!なかむら屋（朝日放送）
- ワイド!スクランブル（テレビ朝日）
- 日経スペシャル ガイアの夜明け（テレビ東京）
- ワールドビジネスサテライト特集部門（テレビ東京）
- 山川静夫の華麗なる招待席（NHK-BS）
- ワザあり!菅下清廣の株式道場（ダイワ証券情報TV）
- 競艇中継（テレビ東京ほか）

### 過去
- クイズおもしろ料理館（テレビ朝日）
- 600ステーション（テレビ朝日）
- ビデオあんたが主役（テレビ朝日）
- 邦子と徹のあんたが主役（テレビ朝日）
- 地球!知りたい気分（テレビ東京）
- ライフサイエンススペシャル（テレビ東京）
- これは知ってナイト（朝日放送）
- 興味しんしん丸（朝日放送）
- こども病院24時シリーズ（フジテレビ）
- のりもの王国ブーブーカンカン（テレビ東京）
- 志村&所の戦うお正月2001（テレビ朝日・朝日放送）
- 現代進行形TV イマジン!（朝日放送）
- @サプリッ!（日本テレビ）
- 大相撲ダイジェスト（BS朝日）